# Mestský športový štadión Brezno
Mestský športový štadión Brezno – stadion sportowy w Breznie, na Słowacji. Obiekt może pomieścić 5000 widzów. Swoje spotkania rozgrywają na nim piłkarze klubu FK Brezno. 7 czerwca 1994 roku na stadionie rozegrano mecz finałowy pierwszej edycji (po uzyskaniu przez Słowację niepodległości) piłkarskiego Pucharu Słowacji (Slovan Bratysława – Tatran Preszów 2:1 pd.).